# Sd.Kfz. 4
SdKfz 4 Gleisketten-Lastkraftwagen (biệt danh: Maultier) là tên một loại xe bán xích chuyên vận chuyển của Đức Quốc xã sử dụng trong thế chiến II.

## Phát triển
SdKfz 4 được phát triển vào năm 1941 nhằm chuyên chở trong điều kiện có tuyết và bùn.Ngoài ra, SdKfz 4 còn được sử dụng để kéo một số loại pháo phòng không và xe tăng.
Có tổng cộng 22.500 chiếc SdKfz 4 được sản xuất tính đến năm 1944.Vào năm 1942, nó chính thức được phát triển thành dàn pháo phản lực 15 cm Panzerwerfer 42, có khoảng 300 dàn được sản xuất.

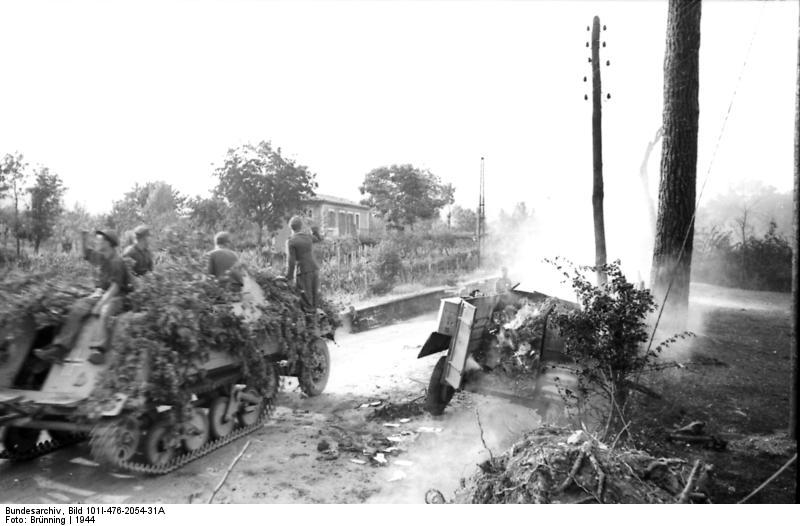
Một chiếc SdKfz4 tại Ý

Đa phần xe SdKfz 4 đều sử dụng động cơ British Carden-Lloyd hoặc Type L 4500 R(sử dụng trong xe háp-trắc PzKpfw).Động cơ 6 xi-lanh, 5 số tiến và một số lùi-có thể cho tốc độ tối đa khoảng 40 km/h.SdKfz 4 được trang bị rađiô FuG Spr Gf.
SdKfz 4 được trang bị súng máy hạng nhẹ 7.92mm MG34 hoặc MG42-có thể quay 270 độ và nâng hết cỡ được 80 độ.